# Моя жена — актриса
«Моя жена — актриса» (фр. Ma femme est une actrice) — французский фильм 2001 года. Режиссёр и автор сценария Иван Атталь. В главных ролях Шарлотта Генсбур и Иван Атталь. 
Иван Атталь и Шарлотта Генсбур играют супружескую пару — Ивана и Шарлотту. Совпадают не только имена главных героев и играющих их актёров — Иван Атталь и Шарлотта Генсбур, в реальной жизни, также являются супругами. Иван Атталь, как автор сценария и режиссёр картины решительно отвергает автобиографичность своего фильма:

Нет, это вовсе не наша жизнь. Очевидно, это не наша жизнь. Если бы моя жизнь была такой интересной, это было бы здорово. Но нет, нет, нет, это не наша жизнь. Тема фильма строится вокруг того, что реально, а что не является реальным на экране.
Оригинальный текст (англ.)No, it’s not our life at all. It’s obvious it’s not our life. If my life was so funny, it would have been great. But no no no, it’s not our life. It’s the subject of the film to play on what is real and what is not real on the screen.

Шарлотта Генсбур также не находит ничего общего между сюжетом картины и её реальной жизнью.

## Сюжет
Обычный парень, Иван, работающий спортивным репортёром, женат на известной актрисе Шарлотте. Её слава мешает им жить нормальной семейной жизнью, однако Иван стойко переносит все невзгоды. Всё это заканчивается, когда незнакомец в баре спрашивает у Ивана — ревнует ли он, когда видит на экране свою жену в постельной сцене с другим мужчиной. Слова незнакомца, заронившие семя сомнения в душу Ивана, вызывают у него сначала небольшое беспокойство, которое перерастает в ревность и приводит к проблемам в его семейных отношениях.
Это история о доверии во взаимоотношениях между мужчиной и женщиной.

## В ролях
| Актёр             | Роль                     |
| ----------------- | ------------------------ |
| Шарлотта Генсбур  | актриса Шарлотта         |
| Иван Атталь       | спортивный репортёр Иван |
| Теренс Стэмп      | Джон                     |
| Ноэми Львовски    | Натали                   |
| Лоран Бато        | Винсент                  |
| Кит Аллен         | режиссёр фильма Дэвид    |
| Джо МакИннесс     | ассистентка Дэвида       |
| Людивин Санье     | Джеральдина              |
| Лионель Абелански | Джордж                   |
| Валери Лебутт     | юная девушка             |
| Жиль Леллуш       | полицейский              |